# Canthidium rutilum
Canthidium rutilum là một loài bọ cánh cứng trong họ Bọ hung (Scarabaeidae).